# Добринін Борис Федорович
Бори́с Фе́дорович Добри́нін (14 (26) травня 1885, Мінськ — 4 вересня 1951, Київ) — радянський географ, геоморфолог, доктор географічних наук, професор Московського, Тбіліського та Київського університету.

## Біографія
Народився Борис Федорович Добринін 26 травня 1885 року в Мінську. У 1908—1911 роках здійснив поїздки по Італії, Франції, Іспанії, Швейцарії. За результатами цих подорожей Добринін склав серію країнознавчих фізико-географічних нарисів про Андалузькі гори, гори Сьєрра-Невада, Апеннінський півострів. 1911 року закінчив (з дипломом I ступеня) природне відділення фізико-математичного факультету Московського університету. Був залишений при кафедрі географії та антропології для підготовки до професорського звання, де працював під керівництвом Д. Н. Анучина. З 1916 року — приват-доцент, одночасно, з 1915 року викладав як асистент спочатку на Московських вищих жіночих курсах, після реорганізації 1921 року, як професор географії, у другому (жіночому) МДУ. 1925 року здійснив експедицію до Мексики. З 1931 року — професор Московського державного університету. Добринін проводив польові дослідження на Кримському півострові, Кавказі, в деяких районах Східноєвропейської рівнини. Впродовж 1938—1941 років був завідувачем кафедри фізичної географії зарубіжних країн географічного факультету, створеної за його власної ініціативи. З 1934 по 1939 рік старший науковий співробітник, завідував відділом Інституту географії Академії наук СРСР.
Під час німецько-радянської війни 1942 року був евакуйований на Південний Кавказ, де до 1950 року завідував кафедрою фізичного країнознавства Тбіліського університету. З 1950 року і до самої смерті завідував кафедрою фізичної географії Київського університету.
Помер 4 вересня 1951 року в Києві від лімфогрануломатозу.

## Наукові праці
Добринін Борис Федорович був великим авторитетом у галузі країнознавства, він значно поглибив географічний підхід у дослідженні рельєфу, розвинув сучасну ідею ландшафтно-геоморфологічного аналізу, дослідив вплив тектоніки на рельєфотворення. Одним з перших почав вивчати морфологію берегів і організував у МДУ Комісію з вивчення морфології узбереж. Основні праці:
- (рос.) Добрынин Б. Ф. География Дагестанской С. С. Республики. — Буйнакск, 1926.
- (рос.) Добрынин Б. Ф., Имшенецкий И. З. Геоморфологические и почвенные районы юго-восточной части Московской области. — М. : Институт агропочвоведения ВАСХНИЛ, 1931. — 170 с.
- (рос.) Добрынин Б. Ф. Физическая география СССР: Европейская часть и Кавказ. — М. : Учпедгиз, 1941. — 328 с. — 50000 прим.
- (рос.) Добрынин Б. Ф. Физическая география СССР: Европейская часть и Кавказ. — М. : Учпедгиз, 1948. — 328 с.
- (рос.) Добрынин Б. Ф. Физическая география Западной Европы. — М. : Учпедгиз, 1948. — 415 с.
- (рос.) Арманд Д. Л., Добрынин Б. Ф.  и др. Зарубежная Азия. Физическая география. — М. : Учпедгиз, 1956. — 608 с.